# أورورا كايناز

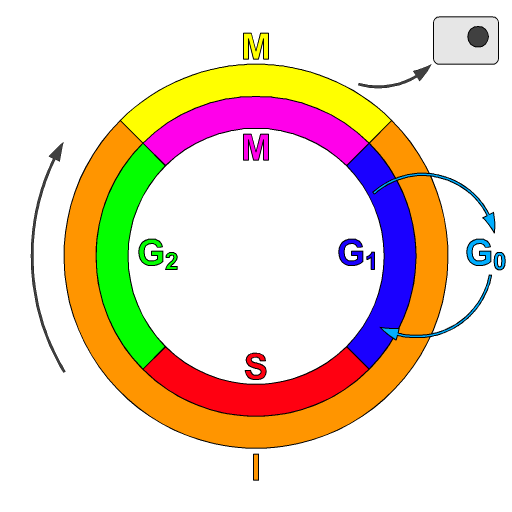

كايناز أورورا (Aurora kinases) وهي انزيمات والتي  تعتبر من كاينازات السيرين / والثريونين والتي تعتبر ضرورية في عملية تكاثر الخلايا. ويساعد هذا الإنزيم الخلية المنقسمة على توزيع موادها الوراثية على الخلايا الجديدة. وبشكل أكثر تحديدًا ، تلعب كايناز أورورا  Aurora kinases دورًا حاسمًا في الانقسام الخلوي من خلال التحكم في الفصل الكروماتيدي.  ويمكن أن تؤدي العيوب في هذا الفصل إلى عدم الاستقرار الوراثي ، وهي حالة ترتبط ارتباطًا كبيرًا بحدوث الأورام [1].
تم التعرف على ثلاثة أنواع من كاينازات أورورا في خلايا الثدييات حتى الآن. إلى جانب كون هذه الإنزيمات مهمة في عملية انقسام الخلايا، ولهذه الكاينازات الثلاثة اهتمامًا كبيرًا في مجال أبحاث السرطان نظرًا لظهور تركيزها المرتفع في العديد من أنواع السرطان البشري[2].
يحتوي كيناز أورورا البشري على N-terminal مكونة من بداية طولها 39–129، ونهاية قصيرة C-terminal تحتوي على 15-20. تساهم البداية لثلاثة بروتينات  N-terminal في الحفاظ على تسلسل الأحماض الأمينية للبروتين ، والذي يحدد الانتقائية خلال تفاعلات البروتين-البروتين [1].

## الأنواع
كما ذكر أعلاه ، هناك ثلاث فئات من kurases الشفق:
أورورا أ :(a.k.a. Aurora 2) يعمل خلال طور الانقسام الفتيلي ، وهي مطلوبة من أجل الوظيفة الصحيحة للميتروسيزيوم (مراكز تنظيم الأنابيب الدقيقة في الخلايا حقيقية النواة).
أوروا ب :(a.ka. Aurora 1) يعمل في حالة ربط الانقسام المغزلي  بالسنترومير.
أوروا ج:  ولا يعرف إلا القليل عن وظيفة هذا الأنزيم حتى الآن.

## الوصلات الخارجية
https://meshb.nlm.nih.gov/record/ui?name=aurora%20kinase
https://en.wikipedia.org/wiki/Aurora_inhibitor

## الوصلات الداخلية
https://en.wikipedia.org/wiki/Aurora_kinase